# Championnat de Russie de football de deuxième division 2014-2015
Navigation
Édition précédente Édition suivante
La saison 2014-2015 de FNL est la vingt-troisième édition de la deuxième division russe. C'est la quatrième édition à suivre un calendrier « automne-printemps » à cheval sur deux années civiles. Elle prend place du 6 juillet 2014 au 30 mai 2015.
Dix-huit clubs du pays sont regroupés au sein d'une poule unique où ils s'affrontent à deux reprises, à domicile et à l'extérieur. En fin de saison, les trois derniers du classement sont relégués en troisième division tandis que les deux premiers sont directement promus en première division, alors que le troisième et le quatrième doivent disputer un barrage de promotion face au treizième et au quatorzième du premier échelon.
La compétition est remportée par le Krylia Sovetov Samara, suivi du Anji Makhatchkala, tous deux relégués de première division la saison précédente, qui font directement leur retour dans l'élite à l'issue de la saison. Le promu Tosno et le relégué Tom Tomsk, tous deux barragistes, sont quant à eux vaincus lors des barrages.
À l'autre bout du classement, le Dinamo Saint-Pétersbourg est relégué en tant que lanterne rouge, accompagné par le Khimik Dzerjinsk et le Sakhaline Ioujno-Sakhalinsk.
Le joueur de l'Anji Makhatchkala Yannick Boli termine meilleur buteur de la compétition avec quinze buts inscrits, suivi d'Igor Koronov du Gazovik Orenbourg qui en a inscrit quatorze.

## Participants
Un total de dix-huit équipes participent au championnat, neuf d'entre elles étant déjà présentes la saison précédente, auxquelles s'ajoutent quatre relégués de première division, l'Anji Makhatchkala, le Krylia Sovetov Samara, Tom Tomsk et le Volga Nijni Novgorod, ainsi que cinq promus de troisième division, que sont le Sakhaline Ioujno-Sakhalinsk, le Sokol Saratov, le FK Tioumen, le FK Tosno et le Volgar Astrakhan, qui remplacent les promus et relégués de l'édition précédente.
Parmi ces clubs, le SKA-Energia Khabarovsk est celui présent depuis le plus longtemps avec une participation ininterrompue en deuxième division depuis 2002, suivi du Baltika Kaliningrad présent depuis 2006 et du Chinnik Iaroslavl prenant part à la compétition depuis 2009.
La pré-saison est notamment marquée par les retraits successifs du Spartak Naltchik le 29 mai 2014 puis du Rotor Volgograd le 17 juin pour des raisons financières. Les deux équipes ne sont pas remplacées et le championnat se joue donc à dix-huit équipes au lieu de vingt comme prévu initialement. En conséquence, seulement trois équipes sont reléguées en fin de saison au lieu de cinq.
Légende des couleurs
- Relégué de première division
- Promu de troisième division

| Club                        | D2 depuis | Classement 2013-2014   | Entraîneur           | Stade           | Capacité théorique |
| --------------------------- | --------- | ---------------------- | -------------------- | --------------- | ------------------ |
| Tom Tomsk                   | 2014      | 13 (D1)                | Valeri Nepomniachi   | Stade Trud      | 10 000             |
| Krylia Sovetov Samara       | 2014      | 14 (D1)                | Franky Vercauteren   | Stade Metalurg  | 30 251             |
| Volga Nijni Novgorod        | 2014      | 15 (D1)                | Andreï Talalaïev     | Stade Lokomotiv | 17 856             |
| Anji Makhatchkala           | 2014      | 16 (D1)                | Sergueï Tachouïev    | Anji Arena      | 30 000             |
| Gazovik Orenbourg           | 2013      | 5                      | Robert Ievdokimov    | Stade Gazovik   | 4 800              |
| Chinnik Iaroslavl           | 2009      | 6                      | Aleksandr Pobegalov  | Stade Chinnik   | 22 900             |
| SKA-Energia Khabarovsk      | 2002      | 7                      | Alekseï Poddoubski   | Stade Lénine    | 15 200             |
| Luch-Energia Vladivostok    | 2013      | 8                      | Aleksandr Ouchakhine | Stade Dinamo    | 10 200             |
| Baltika Kaliningrad         | 2006      | 9                      | Sergueï Iouran       | Stade Baltika   | 14 660             |
| Sibir Novossibirsk          | 2011      | 11                     | Andreï Gordeïev      | Stade Spartak   | 12 500             |
| Ienisseï Krasnoïarsk        | 2011      | 13                     | Alekseï Ivakhov      | Stade central   | 22 500             |
| Dinamo Saint-Pétersbourg    | 2012      | 14                     | Adiam Kouziaïev      | MSA Petrovski   | 2 809              |
| Khimik Dzerjinsk            | 2013      | 16                     | Salavat Galeïev      | Stade Khimik    | 5 266              |
| Sokol Saratov               | 2014      | 1 (D3, Centre)         | Igor Tchougaïnov     | Stade Lokomotiv | 15 000             |
| Sakhaline Ioujno-Sakhalinsk | 2014      | 1 (D3, Est)            | Ravil Sabitov (en)   | Stade Spartak   | 4 200              |
| FK Tosno                    | 2014      | 1 (D3, Ouest)          | Aleksandr Grigoryan  | Stade Kirovets  | 6 000              |
| FK Tioumen                  | 2014      | 1 (D3, Oural-Povoljié) | Ievgueni Maslov (en) | Stade Geolog    | 13 057             |
| Volgar Astrakhan            | 2014      | 1 (D3, Sud)            | Iouri Gazzaïev       | Stade central   | 17 712             |

### Changements d'entraîneurs
| Club                        | Entraîneur partant      | Date de départ  | Entraîneur arrivant     | Date d'arrivée  |
| --------------------------- | ----------------------- | --------------- | ----------------------- | --------------- |
| Dinamo Saint-Pétersbourg    | Viktor Demidov          | septembre 2014  | Adiam Kouziaïev         | septembre 2014  |
| Sibir Novossibirsk          | Sergueï Balakhnine (en) | septembre 2014  | Andreï Gordeïev         | octobre 2014    |
| Khimik Dzerjinsk            | Ievgueni Kharlatchiov   | novembre 2014   | Salavat Galeïev         | novembre 2014   |
| Luch-Energia Vladivostok    | Aleksandr Grigoryan     | novembre 2014   | Aleksandr Ouchakhine    | décembre 2014   |
| FK Tosno                    | Nikolaï Kostov          | novembre 2014   | Aleksandr Grigoryan     | décembre 2014   |
| Baltika Kaliningrad         | Ievgueni Perevertaïlo   | décembre 2014   | Sergueï Iouran          | décembre 2014   |
| Sakhaline Ioujno-Sakhalinsk | Faïl Mirgalimov         | 25 janvier 2015 | Igor Dobrovolski        | 26 janvier 2015 |
| Sakhaline Ioujno-Sakhalinsk | Igor Dobrovolski        | 21 mars 2015    | Andriy Parkhomenko (en) | 22 mars 2015    |
| SKA-Energia Khabarovsk      | Valdas Ivanauskas       | avril 2015      | Alekseï Poddoubski      | avril 2015      |
| Sakhaline Ioujno-Sakhalinsk | Andriy Parkhomenko (en) | 20 avril 2015   | Ravil Sabitov (en)      | 21 avril 2015   |
| FK Tioumen                  | Konstantin Galkine      | 16 mai 2015     | Ievgueni Maslov (en)    | 17 mai 2015     |

## Compétition

### Classement
Le classement est établi sur le barème classique de points (victoire à 3 points, match nul à 1, défaite à 0). Pour départager les équipes à égalité de points, on utilise les critères suivants :
1. Nombre de matchs gagnés
2. Confrontations directes (points, matchs gagnés, différence de buts, buts marqués, buts marqués à l'extérieur)
3. Différence de buts générale
4. Buts marqués (général)
5. Buts marqués à l'extérieur (général)

| Rang | Équipe                        | Pts | J  | G  | N  | P  | Bp | Bc | Diff |
| ---- | ----------------------------- | --- | -- | -- | -- | -- | -- | -- | ---- |
| 1    | Krylia Sovetov Samara R       | 73  | 34 | 22 | 7  | 5  | 54 | 19 | +35  |
| 2    | Anji Makhatchkala R           | 71  | 34 | 22 | 5  | 7  | 60 | 22 | +38  |
| 3    | FK Tosno P                    | 65  | 34 | 20 | 5  | 9  | 50 | 36 | +14  |
| 4    | Tom Tomsk R                   | 64  | 34 | 18 | 10 | 6  | 57 | 34 | +23  |
| 5    | Gazovik Orenbourg             | 58  | 34 | 15 | 13 | 6  | 52 | 31 | +21  |
| 6    | Chinnik Iaroslavl             | 53  | 34 | 12 | 17 | 5  | 44 | 33 | +11  |
| 7    | Volgar Astrakhan P            | 52  | 34 | 13 | 13 | 8  | 48 | 39 | +9   |
| 8    | Ienisseï Krasnoïarsk          | 42  | 34 | 11 | 9  | 14 | 39 | 42 | -3   |
| 9    | FK Tioumen P                  | 42  | 34 | 11 | 9  | 14 | 41 | 38 | +3   |
| 10   | Luch-Energia Vladivostok      | 42  | 34 | 11 | 9  | 14 | 40 | 46 | -6   |
| 11   | Sibir Novossibirsk            | 42  | 34 | 11 | 9  | 14 | 35 | 46 | -11  |
| 12   | Sokol Saratov P               | 41  | 34 | 10 | 11 | 13 | 38 | 41 | -3   |
| 13   | Volga Nijni Novgorod R        | 40  | 34 | 12 | 4  | 18 | 44 | 57 | -13  |
| 14   | SKA-Energia Khabarovsk        | 37  | 34 | 8  | 13 | 13 | 32 | 46 | -14  |
| 15   | Baltika Kaliningrad           | 37  | 34 | 8  | 13 | 13 | 32 | 46 | -14  |
| 16   | Sakhaline Ioujno-Sakhalinsk P | 35  | 34 | 9  | 8  | 17 | 28 | 50 | -22  |
| 17   | Khimik Dzerjinsk              | 27  | 34 | 7  | 6  | 21 | 35 | 59 | -24  |
| 18   | Dinamo Saint-Pétersbourg      | 13  | 34 | 2  | 7  | 25 | 18 | 63 | -45  |

Promotion en première division
- 1er et 2e : promotion
- 3e et 4e : barrage de promotion

Relégation en troisième division
- 16e à 18e : relégation

Abréviations
- R : Relégué de première division
- P : Promu de troisième division

### Résultats
| Résultats (▼dom., ►ext.)    | ANJ | BAL | DYN | GAZ | KHI | KRY | LUC | SAK | CHI | SIB | SKA | SOK | TOM | TOS | TIO | VNN | VOL | IEN |
| Anji Makhatchkala           |     | 0-0 | 5-1 | 2-1 | 2-0 | 2-1 | 2-0 | 1-0 | 1-1 | 1-3 | 1-1 | 3-0 | 6-0 | 1-0 | 3-1 | 2-0 | 2-0 | 5-1 |
| Baltika Kaliningrad         | 2-3 |     | 1-0 | 2-2 | 1-0 | 0-2 | 1-2 | 1-0 | 1-1 | 1-0 | 1-1 | 1-1 | 1-2 | 0-2 | 1-1 | 2-1 | 0-0 | 1-1 |
| Dinamo Saint-Pétersbourg    | 0-2 | 0-2 |     | 0-2 | 1-0 | 0-4 | 0-2 | 0-1 | 1-1 | 2-2 | 1-2 | 0-3 | 0-1 | 1-3 | 0-1 | 0-1 | 1-2 | 1-0 |
| Gazovik Orenbourg           | 1-0 | 1-0 | 2-1 |     | 2-0 | 0-1 | 0-2 | 0-0 | 1-1 | 1-1 | 1-1 | 1-1 | 1-1 | 2-2 | 2-1 | 5-0 | 3-2 | 1-1 |
| Khimik Dzerjinsk            | 0-0 | 2-0 | 2-1 | 0-3 |     | 0-3 | 2-3 | 1-2 | 1-2 | 2-0 | 1-0 | 1-3 | 2-0 | 2-2 | 2-2 | 2-3 | 2-3 | 1-3 |
| Krylia Sovetov Samara       | 1-0 | 2-0 | 1-1 | 1-0 | 0-0 |     | 2-2 | 5-3 | 1-1 | 2-1 | 1-0 | 2-1 | 2-1 | 0-2 | 2-1 | 1-0 | 1-1 | 1-0 |
| Luch-Energia Vladivostok    | 1-2 | 1-1 | 2-0 | 2-2 | 1-0 | 0-5 |     | 1-1 | 1-2 | 2-1 | 1-1 | 0-1 | 0-0 | 4-1 | 1-1 | 1-3 | 2-1 | 0-1 |
| Sakhaline Ioujno-Sakhalinsk | 0-3 | 0-0 | 2-0 | 0-0 | 0-1 | 0-3 | 2-1 |     | 0-1 | 0-1 | 1-0 | 1-0 | 0-4 | 0-3 | 0-0 | 2-3 | 2-2 | 1-0 |
| Chinnik Iaroslavl           | 0-1 | 2-1 | 2-1 | 0-1 | 2-1 | 0-0 | 1-1 | 1-1 |     | 1-0 | 2-0 | 2-2 | 0-0 | 2-0 | 2-0 | 1-1 | 1-1 | 1-1 |
| Sibir Novossibirsk          | 0-2 | 2-0 | 0-0 | 2-1 | 1-1 | 0-2 | 1-0 | 1-3 | 3-1 |     | 2-2 | 0-2 | 1-1 | 2-1 | 1-0 | 4-3 | 1-0 | 0-0 |
| SKA-Energia Khabarovsk      | 1-1 | 2-0 | 3-1 | 1-3 | 2-1 | 1-0 | 0-0 | 0-1 | 2-2 | 0-0 |     | 0-0 | 2-3 | 1-2 | 1-1 | 2-1 | 1-0 | 3-1 |
| Sokol Saratov               | 2-0 | 1-1 | 1-1 | 2-2 | 1-2 | 0-1 | 1-2 | 1-0 | 1-4 | 0-2 | 2-2 |     | 1-1 | 1-2 | 2-1 | 1-0 | 1-0 | 0-0 |
| Tom Tomsk                   | 1-0 | 0-1 | 5-1 | 0-2 | 3-0 | 1-0 | 3-1 | 2-2 | 4-0 | 1-1 | 1-0 | 2-1 |     | 2-2 | 1-0 | 1-1 | 2-2 | 0-2 |
| FK Tosno                    | 1-0 | 1-0 | 2-1 | 0-2 | 3-1 | 1-0 | 2-1 | 1-0 | 0-0 | 2-0 | 2-0 | 2-1 | 0-1 |     | 1-0 | 1-0 | 2-4 | 3-1 |
| FK Tioumen                  | 0-1 | 3-0 | 0-0 | 1-4 | 3-1 | 0-1 | 0-1 | 5-1 | 0-0 | 4-1 | 2-0 | 1-0 | 1-2 | 2-1 |     | 2-1 | 0-1 | 2-0 |
| Volga Nijni Novgorod        | 1-3 | 0-0 | 0-0 | 0-1 | 2-1 | 0-4 | 2-1 | 3-0 | 1-5 | 2-0 | 6-0 | 2-1 | 0-5 | 3-1 | 1-2 |     | 0-2 | 3-2 |
| Volgar Astrakhan            | 0-3 | 1-1 | 3-0 | 2-1 | 2-2 | 0-0 | 2-1 | 2-1 | 1-1 | 2-0 | 4-0 | 1-1 | 1-3 | 0-0 | 2-2 | 1-0 |     | 0-0 |
| Ienisseï Krasnoïarsk        | 1-0 | 0-1 | 3-1 | 1-1 | 3-1 | 0-1 | 2-0 | 3-1 | 2-1 | 4-1 | 0-0 | 1-2 | 0-3 | 1-2 | 1-1 | 1-0 | 2-3 |     |

### Barrages de promotion
Les troisième et quatrième du championnat, le FK Tosno et Tom Tomsk, affrontent respectivement le quatorzième et le treizième de la première division à la fin de la saison dans le cadre d'un barrage aller-retour.
Confronté au FK Rostov, le FK Tosno est largement battu à l'issue des deux rencontres, étant battu 1-0 à domicile avant de subir une lourde défaite 4-1 à Rostov. remporte dans un premier temps une large victoire 5-1 chez lui avant d'être battu 3-1 à Tomsk. Tom Tomsk est quant à lui opposé au Oural Iekaterinbourg, contre qui il perd le match aller à domicile sur le score de 1-0 avant d'être tenu en échec 0-0 à Iekaterinbourg. Les deux clubs de deuxième division échouent donc à la promotion tandis que ceux du premier échelon se maintiennent.
| Équipe         | Aller | Total | Retour | Équipe                    |
| -------------- | ----- | ----- | ------ | ------------------------- |
| Tom Tomsk (D2) | 0 - 1 | 0 - 1 | 0 - 0  | (D1) Oural Iekaterinbourg |
| FK Tosno (D2)  | 0 - 1 | 1 - 5 | 1 - 4  | (D1) FK Rostov            |

| 3 juin 2015 | Tom Tomsk (D2) | 0 - 1 | (D1) Oural Iekaterinbourg | Stade Troud, Tomsk                             |                                                |
|             |                |       | 83e Stavpets (en)         | Spectateurs : 5 519 Arbitrage : Sergueï Ivanov | Spectateurs : 5 519 Arbitrage : Sergueï Ivanov |
|             | Rapport        |       |                           | Spectateurs : 5 519 Arbitrage : Sergueï Ivanov | Spectateurs : 5 519 Arbitrage : Sergueï Ivanov |

| 7 juin 2015 | Oural Iekaterinbourg (D1) | 0 - 0 | (D2) Tom Tomsk | Stade Geolog, Tioumen                                |
|             |                           |       |                | Spectateurs : 1 840 Arbitrage : Vladislav Bezborodov |
|             | Rapport                   |       |                |                                                      |

| 3 juin 2015 | FK Tosno (D2) | 0 - 1 | (D1) FK Rostov | Stade Kirovets, Tikhvine                       |                                                |
|             |               |       | 88e Boukharov  | Spectateurs : 3 100 Arbitrage : Mikhaïl Vilkov | Spectateurs : 3 100 Arbitrage : Mikhaïl Vilkov |
|             | Rapport       |       |                | Spectateurs : 3 100 Arbitrage : Mikhaïl Vilkov | Spectateurs : 3 100 Arbitrage : Mikhaïl Vilkov |

| 7 juin 2015 | FK Rostov (D1)                         | 4 - 1 | (D2) FK Tosno | Olimp-2, Rostov-sur-le-Don                        |                                                   |
|             | Diakov 39e 59e 61e (pen.) · Azmoun 89e |       | 6e Prokofiev  | Spectateurs : 15 025 Arbitrage : Sergueï Karassev | Spectateurs : 15 025 Arbitrage : Sergueï Karassev |
|             | Rapport                                |       |               | Spectateurs : 15 025 Arbitrage : Sergueï Karassev | Spectateurs : 15 025 Arbitrage : Sergueï Karassev |

## Statistiques

### Domicile et extérieur
| Rang | Équipe                      | Pts | J  | G  | N | P  | Bp | Bc | Diff |
| ---- | --------------------------- | --- | -- | -- | - | -- | -- | -- | ---- |
| 1    | Anji Makhatchkala           | 42  | 17 | 13 | 3 | 1  | 39 | 10 | +29  |
| 2    | FK Tosno                    | 40  | 17 | 13 | 1 | 3  | 24 | 12 | +12  |
| 3    | Krylia Sovetov Samara       | 38  | 17 | 11 | 5 | 1  | 25 | 14 | +11  |
| 4    | Tom Tomsk                   | 32  | 17 | 9  | 5 | 3  | 29 | 16 | +13  |
| 5    | FK Tioumen                  | 29  | 17 | 9  | 2 | 6  | 26 | 15 | +11  |
| 6    | Sibir Novossibirsk          | 29  | 17 | 8  | 5 | 4  | 21 | 19 | +2   |
| 7    | Gazovik Orenbourg           | 29  | 17 | 7  | 8 | 2  | 24 | 15 | +9   |
| 8    | Volgar Astrakhan            | 29  | 17 | 7  | 8 | 2  | 24 | 16 | +8   |
| 9    | Chinnik Iaroslavl           | 29  | 17 | 7  | 8 | 2  | 20 | 12 | +8   |
| 10   | Ienisseï Krasnoïarsk        | 27  | 17 | 8  | 3 | 6  | 25 | 19 | +6   |
| 11   | SKA-Energia Khabarovsk      | 27  | 17 | 7  | 6 | 4  | 22 | 17 | +5   |
| 12   | Volga Nijni Novgorod        | 26  | 17 | 8  | 2 | 7  | 26 | 28 | -2   |
| 13   | Baltika Kaliningrad         | 22  | 17 | 5  | 7 | 5  | 17 | 19 | -2   |
| 14   | Luch-Energia Vladivostok    | 21  | 17 | 5  | 6 | 6  | 20 | 23 | -3   |
| 15   | Sokol Saratov               | 21  | 17 | 5  | 6 | 6  | 18 | 21 | -3   |
| 16   | Sakhaline Ioujno-Sakhalinsk | 19  | 17 | 5  | 4 | 8  | 11 | 22 | -11  |
| 17   | Khimik Dzerjinsk            | 18  | 17 | 5  | 3 | 9  | 23 | 30 | -7   |
| 18   | Dinamo Saint-Pétersbourg    | 8   | 17 | 2  | 2 | 13 | 8  | 29 | -21  |

| Rang | Équipe                      | Pts | J  | G  | N | P  | Bp | Bc | Diff |
| ---- | --------------------------- | --- | -- | -- | - | -- | -- | -- | ---- |
| 1    | Krylia Sovetov Samara       | 35  | 17 | 11 | 2 | 4  | 28 | 5  | +23  |
| 2    | Tom Tomsk                   | 32  | 17 | 9  | 5 | 3  | 28 | 18 | +10  |
| 3    | Anji Makhatchkala           | 29  | 17 | 9  | 2 | 6  | 21 | 12 | +9   |
| 4    | Gazovik Orenbourg           | 29  | 17 | 8  | 5 | 4  | 28 | 16 | +12  |
| 5    | FK Tosno                    | 25  | 17 | 7  | 4 | 6  | 26 | 24 | +2   |
| 6    | Chinnik Iaroslavl           | 24  | 17 | 5  | 9 | 3  | 24 | 21 | +3   |
| 7    | Volgar Astrakhan            | 23  | 17 | 6  | 5 | 6  | 24 | 23 | +1   |
| 8    | Luch-Energia Vladivostok    | 21  | 17 | 6  | 3 | 8  | 20 | 23 | -3   |
| 9    | Sokol Saratov               | 20  | 17 | 5  | 5 | 7  | 20 | 20 | 0    |
| 10   | Sakhaline Ioujno-Sakhalinsk | 16  | 17 | 4  | 4 | 9  | 17 | 28 | -11  |
| 11   | Ienisseï Krasnoïarsk        | 15  | 17 | 3  | 6 | 8  | 14 | 23 | -9   |
| 12   | Baltika Kaliningrad         | 15  | 17 | 3  | 6 | 8  | 8  | 18 | -10  |
| 13   | Volga Nijni Novgorod        | 14  | 17 | 4  | 2 | 11 | 18 | 29 | -11  |
| 14   | Sibir Novossibirsk          | 13  | 17 | 3  | 4 | 10 | 14 | 27 | -13  |
| 15   | FK Tioumen                  | 13  | 17 | 2  | 7 | 8  | 15 | 23 | -8   |
| 16   | SKA-Energia Khabarovsk      | 10  | 17 | 1  | 7 | 9  | 10 | 29 | -19  |
| 17   | Khimik Dzerjinsk            | 9   | 17 | 2  | 3 | 12 | 12 | 29 | -17  |
| 18   | Dinamo Saint-Pétersbourg    | 5   | 17 | 0  | 5 | 12 | 10 | 34 | -24  |

### Meilleurs buteurs
| Rang | Joueur               | Club                              | Buts |
| ---- | -------------------- | --------------------------------- | ---- |
| 1    | Yannick Boli         | Anji Makhatchkala                 | 15   |
| 2    | Igor Koronov         | Gazovik Orenbourg                 | 14   |
| 3    | Adis Jahović         | Krylia Sovetov Samara             | 12   |
| 3    | Stanislav Prokofiev  | Luch-Energia Vladivostok FK Tosno | 12   |
| 3    | Artur Sarkisov       | Volga Nijni Novgorod              | 12   |
| 6    | Andreï Miazine       | Luch-Energia Vladivostok          | 11   |
| 6    | Eldar Nizamoutdinov  | Chinnik Iaroslavl                 | 11   |
| 6    | Sergueï Samodine     | Chinnik Iaroslavl                 | 11   |
| 6    | Denis Tkatchouk (en) | Krylia Sovetov Samara             | 11   |